# 新泽西州众议院
新泽西众议院（英語：New Jersey General Assembly）是美国新泽西议会的下議院，共有80名议员，每届任期2年。現任众议院議長為民主黨籍的克雷格·歌芙蓮。